# Jean Lecomte
Pour les articles homonymes, voir Lecomte.
Ne doit pas être confondu avec Jean Lecomte (physicien).
Jean Lecomte, né Jean Hyppolite Lecomte, est un officier général français né le 28 novembre 1903 à Périgueux, mort le 29 novembre 1997 à Paris.

## Biographie
Jean Lecomte, fils du général Jean Alphonse Lecomte (1850-1919), fait Saint-Cyr de 1922 à 1924 (promotion Metz et Strasbourg), avec son camarade Philippe de Hautecloque.
De 1925 à 1935, il est au Maroc, aux Affaires indigènes. Il commande un goum dans le Tafilalet, où il a pour adjoint le lieutenant de Hautecloque.
Il commence la guerre de 1939 à la IVe armée (général Réquin), fait partie de l’armée d'armistice et rejoint le général Philippe Leclerc de Hautecloque à la 2e division blindée. Il suit ce dernier en 1945 à son état-major en Indochine.
Jean Lecomte revient au Maroc en 1947 et y est nommé directeur de l’Intérieur (affaires politiques du protectorat) auprès du général Alphonse Juin, résident général. Il s'oppose alors à toute évolution du statut du protectorat. En 1953, il est chef d’état-major de l’inspection générale des troupes d’Afrique du Nord. Fin connaisseur des affaires du Maroc, il devient en 1955 directeur du cabinet militaire du général Pierre Kœnig, ministre de la Défense nationale, et joue un rôle important pendant les négociations pour l’indépendance du Maroc.
En 1956, il prend le commandement de l’École supérieure de guerre et de l’École d'état-major. En 1959, il commande le corps d'armée français en Allemagne puis est affecté en 1960 au Grand quartier général des puissances alliées en Europe (SHAPE) auprès du général Lauris Norstad, et y est chargé notamment des plans et de la logistique. Le général de corps d’armée Jean Lecomte, qui est en désaccord avec la politique du général de Gaulle, est placé en deuxième section (réserve).
Il a servi au plus haut niveau auprès de trois maréchaux de France, Leclerc, Juin et Kœnig, et laissé le souvenir, outre de brillants états de service, d’un officier d’un grand caractère, à l’intelligence très fine et fertile, et de vaste culture.
C’était aussi un chrétien rigoureux et intégriste. Il était chef de cellule de la Cité catholique et a écrit dans Verbe, la revue de la Cité. Il a présidé l’Association France-Israël - Alliance Général Kœnig. Le général Jean Lecomte repose à Brillevast (Manche).

## Distinctions principales
- Commandeur de la Légion d'honneur
- Croix de guerre 1939-1945
- Croix de guerre des théâtres d'opérations extérieures